# Аспидоры
Аспидоры (лат. Aspidoras) — род лучепёрых рыб семейства панцирных сомов (Callichthyidae).

## Описание
Впервые описаны бразильским зоологом Родольфо фон Иэрингом в 1907 году. Название Aspidoras происходит от греческих слов aspis (щит) и dora (кожа). Всего насчитывается порядка 20 видов.
Обликом напоминают сомов из рода Corydoras, хотя несколько меньше размером. Типовым видом является Aspidoras rochai. Aspidoras легко отличить от других родов подсемейства Corydoradinae по наличию надзатылочного родничка; этот признак является аутапоморфией для рода. Туловище с 2 строчками костных пластинок с каждой стороны, перекрывающих друг друга, напоминая своеобразный панцирь. Они сочетаются с жесткими костями головы. Отсюда происходит название этих сомов.
Многие виды Aspidoras похожи и часто их трудно различить. Без образцов часто очень трудно однозначно идентифицировать вид только по фотографиям. Все они мелкие виды, средним размером от 2 до 5,4 см. A. taurus является исключением, поскольку его длина несколько превышает 5 см. Голова среднего размера. Глаза умеренно большие. На верхней челюсти (у морды) есть 2 пары хорошо развитых усиков. Туловище сжатое по бокам и в области брюха. Спинные и грудные плавники широкие. Первый спинной пловец большой с 7-8 мягкими лучами. Двухкамерный пузырный пузырь, расположенный в костяной капсуле. Грудные и брюшные плавники небольшие. Анальный пловец короткий. Жировой пловец в передней части брюха. Хвостовой пловец широк, несколько разрезан. Окрас желтовато-белого цвета с темными пятнами, начиная от серого до черного. Взрослые самки, как правило, несколько крупнее самцов.
Была продемонстрирована монофилия рода.

## Виды
По состоянию на 2022 год в роде Aspidoras насчитывалось 18 видов:, другие источники сообщают о 22 видах.
- Aspidoras albater Nijssen & Isbrücker, 1976[8] (False macropterus)
- Aspidoras aldebaran Tencatt, M. R. Britto, Isbrücker & Pavanelli, 2022[6]
- Aspidoras azaghal Tencatt, Muriel-Cunha, Zuanon, Ferreira & Britto, 2020[9]
- Aspidoras belenos M. R. Britto, 1998[10]
- Aspidoras brunneus Nijssen & Isbrücker, 1976
- Aspidoras carvalhoi Nijssen & Isbrücker, 1976
- Aspidoras depinnai M. R. Britto, 2000[11]
- Aspidoras fuscoguttatus Nijssen & Isbrücker, 1976
- Aspidoras gabrieli Wosiacki, T. G. Pereira & R. E. dos Reis, 2014[12]
- Aspidoras kiriri Oliveira, Zanata, Tencatt & M. R. Britto[13]
- Aspidoras lakoi P. Miranda-Ribeiro, 1949[14]
- Aspidoras maculosus Nijssen & Isbrücker, 1976
- Aspidoras mephisto Tencatt & Bichuette, 2017[15]
- Aspidoras poecilus Nijssen & Isbrücker, 1976
- Aspidoras psammatides M. R. Britto, F. C. T. Lima & A. C. A. Santos, 2005[16]
- Aspidoras raimundi Nijssen & Isbrücker, 1976
- Aspidoras rochai R. Ihering, 1907[17]
- Aspidoras velites M. R. Britto, F. C. T. Lima & C. L. R. Moreira, 2002[18]

## Образ жизни
Встречаются на мели, заросшей растительностью. Некоторые виды живут в ручьях (A. depinnai), а такие виды, как A. pauciradiatus, встречаются в быстром течении. Являются коллективными, образуют значительные группы. Большие аспидоры, такие как A. taurus ведут донный образ жизни, а A. pauciradiatus могут свободно плавать в толще воды и отдыхать на листьях растений. Питаются мелкими беспозвоночными.
Самка откладывает икру на стебли и листья растений.

## Распространение
Распространены в восточной и центральной части Бразилии. Отдельные виды являются эндемиками небольших областей и бассейнов. A. fuscoguttatus и A. lakoi обитают в системе реки Парана. A. albater, A. eurycephalus и A. gabrieli — в системе реки Токантинс. A. brunneus, A. marianae и A. microgalaeus — в системе реки Шингу. A. belenos, A. pauciradiatus и A. velites — в системе реки Арагуая. A. rochai — в реках вокруг Форталезы. A. raimundi — в реке Парнаиба. A. carvalhoi — в реках около Гуарамиранги в штате Сеара. A. maculosus — в реке Итапикуру. A. menezesi — в реке Жагуарибе. A. spilotus — в реке Акарау. A. poecilus — в системах рек Шингу, Арагуая и Токантинс. A. psammatides — в реке Парагуасу. A. virgulatus — в прибрежных реках штата Эспириту-Санту. A. depinnai — в бассейне реки Ипожука в штате Пернамбуку. A. taurus — в верховьях рек Итикуира и Такуари, притоках реки Парагвай в штате Мату-Гросу.

## Содержание в аквариуме
Для содержания необходим аквариум объёмом от 50 л. На дно насыпают маленький песок желтоватого цвета. 30-40 % площади засаживают растительностью. На дно можно положить несколько маленьких коряг и неправильной формы камушек. Главное условие — содержание группой от 7-10 особей. Сомики данного рода славятся своей сплоченностью. Соседями сомиков могут стать карликовые коридорасы — пигмеи и хастатусы, отоцинклюсы, нанностомусы и апистограммы. Едят любой корм для аквариумных рыб — сухой или живой. Из технических средств понадобится внутренний фильтр средней мощности для создания умеренного течения компрессоров, особенно для нереста. Температура удержания должна составлять 22-25 °C.